# Brianne Theisenová-Eatonová
Brianne Theisenová-Eatonová (* 18. prosince 1988 Humboldt) je bývalá kanadská atletka, vícebojařka, halová mistryně světa v pětiboji z roku 2016.

## Kariéra
V roce 2009 skončila na světovém šampionátu v soutěži sedmibojařek patnáctá. Stříbrnou medaili v sedmiboji získala na mistrovství světa v Moskvě v roce 2013. Na halovém mistrovství světa v Sopotech o rok později skončila v soutěži pětibojařek také druhá. Do třetice stříbrnou medaili vybojoval na světovém šampionátu v Pekingu v roce 2015. Dosud největším úspěchem se pro ni stal titul halové mistryně světa v pětiboji na šampionátu v Portlandu v březnu 2016.
Jejím manželem je několikanásobný mistr světa v desetiboji Ashton Eaton. Společně oznámili v lednu 2017 konec své aktivní atletické kariéry.

## Osobní rekordy
- Sedmiboj - 6808 bodů (2015)
- Pětiboj - 4881 bodů (2016)